# Антинг, Иоганн Фридрих
Иоганн Фридрих Антинг (нем. Johann Friedrich Anthing; 25 мая 1753 года, Гота, герцогство Саксен-Гота-Альтенбург — 12 августа 1805 года, Санкт-Петербург, Российская Империя) — немецкий художник-силуэтист, советник герцогства Саксен-Веймар. Полковник на русской службе, личный секретарь и адъютант фельдмаршала графа А. В. Суворова, его первый и единственный прижизненный официальный биограф.

## Биография
Иоганн Фридрих Антинг родился в семье гарнизонного священника Готы Иоганна Филиппа Антинга (нем. Johann Philipp Anthing; умер в 1771) и его супруги Доротеи Амалии, урождённой Ширшмидт (нем. Dorothea Amalia, geb. Schierschmidt; 1732—1797). Его младший брат Карл Генрих Вильгельм Антинг (нем. Carl Heinrich Wilhelm Anthing; 1767—1823) стал офицером, командовал бригадой в армии Веллингтона в битве при Ватерлоо и дослужился до звания генерал-лейтенанта на голландской службе.
Фридрих Антинг изучал богословие в Йене, после чего некоторое время работал домашним учителем в Готе, но вскоре бросил это занятие, чтобы целиком посвятить себя модному тогда изготовлению силуэтов. Имея явный талант и быстро достигнув популярности на этом поприще, молодой художник с 1783 года стал путешествовать ко дворам многих европейских монархов, чтобы запечатлеть силуэты их самих, придворных и других известных личностей. Тогда же он начал собирать в своём альбоме их автографы.
В 1784 году прибыл Россию, вероятно, под впечатлением от рассказов барона фон Мюнхгаузена, который годом ранее оставил автограф в его альбоме. В Риге вступил в масонскую ложу «Аполлона» (где впоследствии числился отсутствующим членом), а затем проследовал в Санкт-Петербург. Время прибытия Антинга удачно совпало с отъездом другого мастера силуэта — француза Ф. Г. Сидо, который в течение двух предшествующих лет выполнял заказы Екатерины II и всего царского двора. Мода на данный вид прикладного искусства ещё не прошла, и на вновь прибывшего художника посыпались заказы от императорской семьи и приближённых. В числе прочих он изобразил великого князя Павла Петровича с супругой и детьми, членов Петербургской академии наук и многих других. В июле 1785 года Антинг отправился в путешествие по России, посетив Москву, Нижний Новгород, Казань, Пензу, Новгород и Астрахань.
В ноябре 1786 г. вернулся в Петербург, но вскоре уехал в Готу. Путешествовал по Германии, Австрии, Франции и Англии. В 1789 посетил Веймар, где, помимо прочего, запечатлел великого герцога Карла Августа и его мать герцогиню Анну Амалию, за что был пожалован титулом советника (нем. der Rat). 7 сентября 1789 года он сделал силуэт великого немецкого поэта Гёте, который оставил в его альбоме стихотворное посвящение по этому поводу. В 1790 году Антинг приехал во Франкфурт на выборы и коронацию императора Священной Римской империи Леопольда II и опубликовал описание церемонии.
В 1791 году Антинг с женой вновь приехал в Россию и через некоторое время в свите российского посланника отправился в Константинополь. Проездом познакомился в Херсоне с генерал-аншефом графом Александром Васильевичем Суворовым. Занятому подготовкой к возможной войне с Турцией полководцу требовались точные разведданные о потенциальном противнике. Александр Васильевич написал Антингу в Константинополь письмо, состоявшее из 22 вопросов об организации обороны города, источниках снабжения водой и продовольствием, состоянии армии и флота, а также политической ситуации в стане противника. Тот в феврале 1794 года привёз и лично вручил Суворову обстоятельные ответы. Довольный полководец рекомендовал всесильному фавориту графу Платону Александровичу Зубову принять Антинга в Коллегию иностранных дел. Однако его в конце концов зачислили на военную службу в чине секунд-майора и определили в штаб самого Суворова его личным секретарём и адъютантом. Здесь он взялся за составление жизнеописания великого полководца на основании официальных документов и личных свидетельств последнего. В 1795 году фельдмаршал собственноручно отредактировал первую часть книги и сделал устные замечания по второй. В том же году, после окончания польской кампании, Антинг получил разрешение на отпуск и отбыл в родные края, где издал первую книгу биографии великого полководца на немецком языке. В 1796 году там же увидела свет вторая. По возвращении из-за границы Антинг продолжил свою службу при Суворове.
Павел I, взойдя на престол после смерти Екатерины II, поставил перед собой цель «уничтожить с корнем злоупотребления предшествовавшего царствования» и неоднократно указывал фельдмаршалу на недопустимость использования военнослужащих в личных целях. Поэтому в конце 1796 — начале 1797 годов некоторым из соратников последнего, а также Антингу, получавшему офицерское жалование из казны, но занимавшемуся жизнеописанием Суворова, пришлось спешно оставить службу. Сам великий полководец, подвергшись опале, намеревался уволиться в отставку и удалиться в собственное имение Кобринский ключ. В начале 1797 года там постепенно стала собираться компания из 19 отставных офицеров, приглашённых Суворовым в добровольное изгнание, чтобы вместе вести «сытую и вольную жизнь» и помогать графу в управлении огромным поместьем. В качестве компенсации за отказ от военной карьеры он наделил каждого из них несколькими десятками крестьян с землёй и угодьями из своих обширных владений.
Между тем до Павла I стали доходить сведения о том, что Суворов в Кобрине якобы «волнует умы и готовит бунт». Император весьма встревожился и распорядился немедленно сослать оттуда опального полководца подальше — в Кончанское, собственное имение графа в Новгородской губернии. 22 апреля 1797 года чиновник тайной экспедиции Юрий Алексеевич Николев внезапно приехал в Кобрин, предъявил именное распоряжение императора и решительно потребовал спешно собираться. На следующее утро он увёз Суворова в Новгородскую губернию.
Поскольку отставной майор Антинг прибыл в Кобрин позже других, уже после 22 апреля, деревень ему не досталось. Более того, 20 мая 1797 года всё тот же Николев вернулся в Кобринский ключ, арестовал всех оставшимися там офицеров, включая Антинга, отвёз и посадил в Киевскую крепость. После двух месяцев дознания они были отпущены по домам, поскольку никакой вины за ними установить не удалось, — большинство вернулось в Кобрин к своим новым деревням. Антинг же отправился в Петербург к своему семейству и попросился обратно на службу. Однако 5 августа Павел I не только категорически отказал отставному майору в этом, но и распорядился взять его под надзор тайной экспедиции, а также запретить какие-либо контакты с опальным полководцем. Оставшись без какого-либо постоянного дохода, тот изрядно бедствовал, на что позже, когда надзор был ослаблен, жаловался в письмах Суворову.
Когда в начале 1799 года Павел I вызвал графа Суворова из деревни на службу и направил командовать союзными войсками в Италию, то затребовал книгу Антинга, чтобы осведомиться о прежних кампаниях великого полководца. После победы фельдмаршала в битве при Треббии Антинг пожелал быть свидетелем и летописцем его новых подвигов. С разрешения государя он был возвращён на службу и отправился в Италию, откуда сопровождал Суворова в Швейцарском походе. В том же году вышла (на немецком языке) третья, последняя часть его труда о великом полководце, издание которой задержалось из-за опалы, павшей на обоих. Намерение Антинга описать Итальянскую кампанию так и осталось неосуществлённым.
В 1805 году Иоганн Фридрих Антинг скончался в Санкт-Петербурге в звании полковника.

## Семья и потомки
Был женат на француженке Луизе Антуанетте, урождённой Тассен (фр. Louise Antoinette, nee Tassin). Их единственная дочь Иоганна Мария София «Софинка» Д’Антен (фр. Johanna Maria Sophia "Sophinka" d’Anthing; 1799—1823) вышла замуж за Ипполита Д’Абзак де Ладуз (фр. Hyppolite d'Abzac de Ladouze) и прожила всю жизнь во Франции.

## Работы Антинга

### Литературные произведения
- Жизнь и деяния генералиссимуса, князя Италийского, графа Суворова-Рымникского (нем. Versuch einer Kriegs-Geschichte des Grafen Alexander Suworow Rymniksi Russisch Kayserlichen General-Feldmarschal; фр. Histoire des campagnes du Comte Alexandre Suworow Rymnikski, Général-Feld-Maréchal au service de Sa Majesté l'Empereur de toutes les Russies.; англ. History of the Campaigns of Prince Alexander Suworow Rymnikski, Field-Marshal-General in the Service of His Imperial Majesty, the Emperor of Russia.) — главный труд, принёсший полковнику Антингу известность писателя-биографа. Первая книга вышла в 1795 году в Готе на немецком языке, вторая — в 1796 году. Из-за опалы Суворова при Павле I, павшей и на Антинга, третья часть книги (на немецком языке) вышла с опозданием только в 1799 году. В том же году все три тома под вышли во французском переводе одновременно в Готе, Париже и Лондоне. В 1802 году в Париже книга пережила второе французское издание и была переведена на английский и голландский языки. В 1804 году вышла на русском языке под редакцией Максима Парпуры. Книга Антинга охватывает период жизни великого полководца с детства и юности через зрелые годы вплоть до взятия Варшавы, намерение автора описать кампанию 1799 года осталось неосуществлённым. Современники и позднейшие исследователи отмечали сухой стиль повествования, наличие ошибок и фактических неточностей, признавая при этом ценность книги как единственной прижизненной биографии великого полководца, содержащей множество подробностей о его личности и военной деятельности[11]. Впоследствии отставной генерал-майор Пётр Никифорович Ивашев, состоявший в 1795 году при Суворове, утверждал, что полководец был недоволен второй частью сочинения Антинга и поручил ему, Ивашеву, исправление книги. Часть его рукописей, посвященных этому, хранится в Российской национальной библиотеке[12].
- Über die Kaiserwahl und Krönung Leopolds II. с нем. — «О выборах и коронации императора Леопольда II» — описание выборов и коронации императора Священной Римской империи Леопольда II. Опубликовано в журнале нем. Journal des Luxus und der Moden[нем.], ноябрь 1790 года.
- Über Russlands Landes-Art, Sitten, Luxus, Moden und Ergötzlichkeiten с нем. — «О России, её своеобразии, обычаях, роскоши, моде и удовольствиях» — небольшая книга (70 страниц), изданная в 1791 году. Представляет собой беглый, хотя и без грубых ошибок, обзор России того времени, главным образом, Санкт-Петербурга[11].

### Художественные альбомы
- фр. Collection de 100 Silhouettes des personnes illustres et celébres; dessinées d’apreès les originaux — коллекция 100 силуэтов известных в то время лиц в России и за границей (без текста). Все они лично позировали автору — сходство схвачено довольно верно. Известна по второму изданию 1793 года и является библиографической редкостью[11].

### Галерея

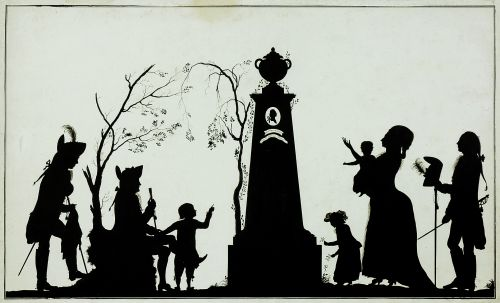
Семья Фридриха Вильгельма фон Бауэра перед надгробным памятником. После 1783 г. Бумага, чернила
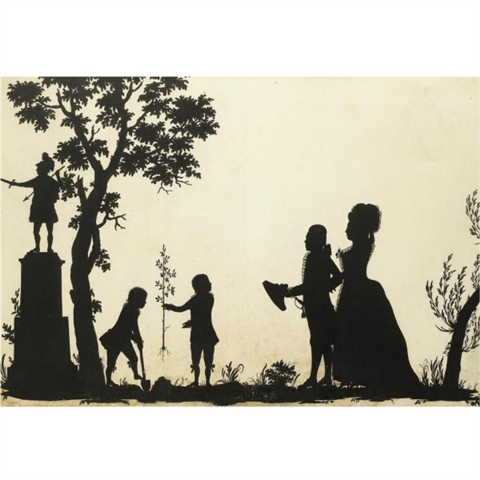
Великий князь Павел Петрович с супругой Марией Фёдоровной и детьми Александром и Константином в Павловском саду. 1784
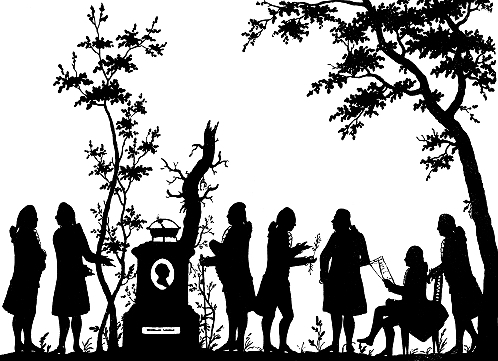
Академики Лексель, Фус, Эйлер-сын, П. С. Паллас, Лепёхин, Георги, Крафт у памятника Леонарду Эйлеру. 1784. Рисунок тушью
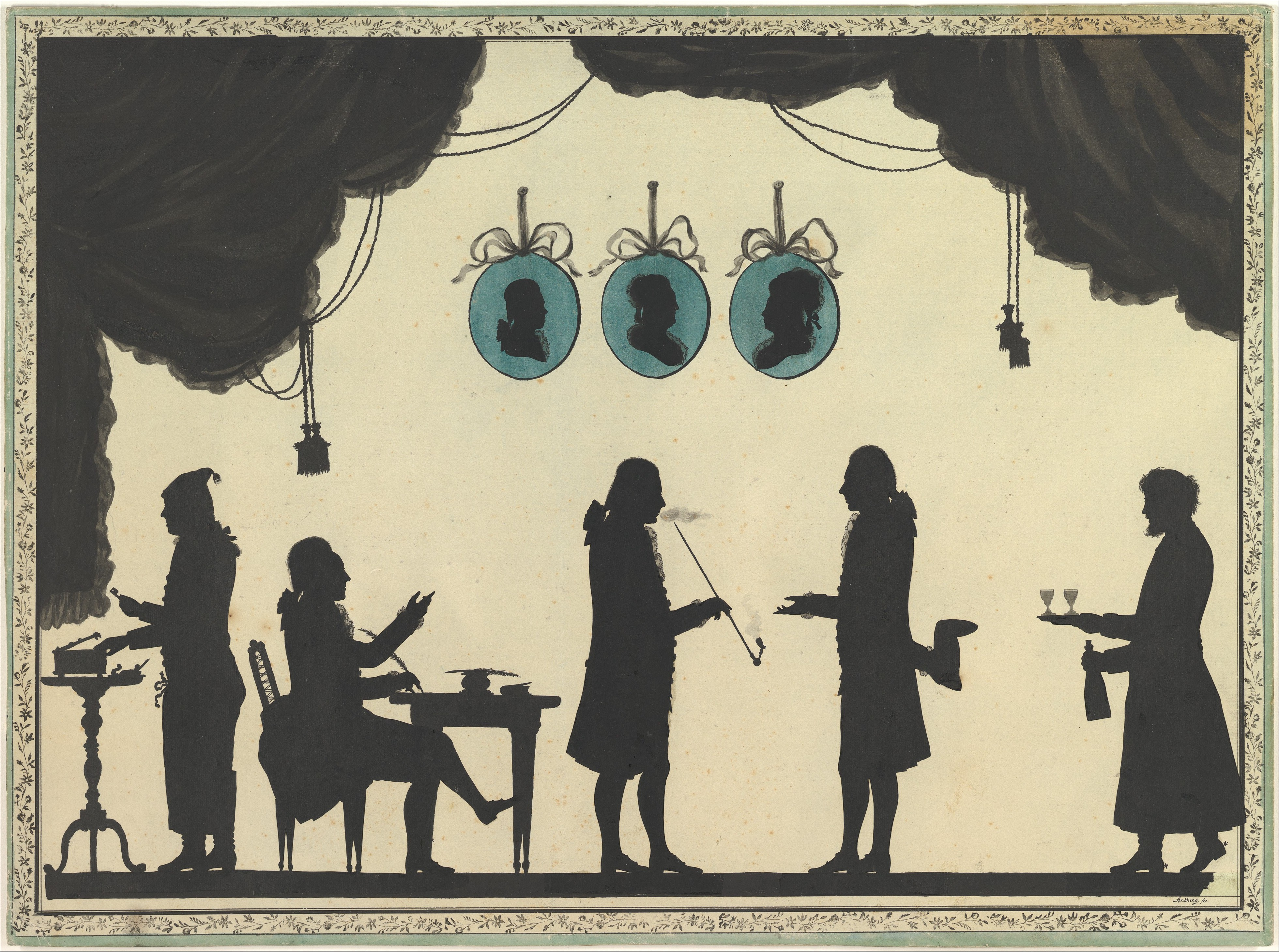
Давид Рёнтген в Санкт-Петербурге принимает заказ на крупную партию мебели. Ок. 1784. Чёрная бумага, чернила, акварель
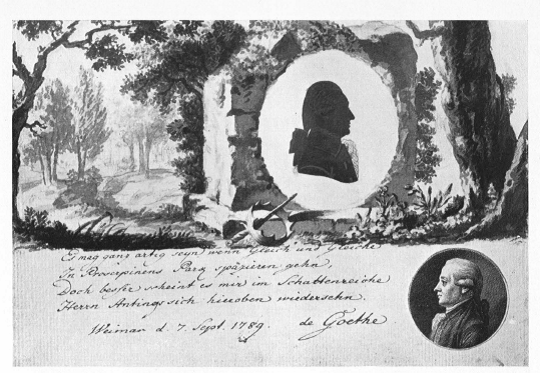
Силуэт и стихотворное посвящение Гёте в альбоме Антинга 7 сентября 1789 г. Репродукция из аукционного каталога 1929 года